# Once in a Lifetime (Tony Williams)
| Recensione | Giudizio |
| ---------- | -------- |
| AllMusic   | [ 2 ]    |

Once in a Lifetime è un doppio album discografico di raccolta del batterista jazz statunitense Tony Williams, pubblicato dalla casa discografica Verve Records nel 1982.

## Tracce

### LP
Lato A
1. Emergency – 9:35 (Tony Williams) – Tratto dall'album: Emergency! (1969)
2. A Famous Blues – 4:15 (John McLaughlin) – Tratto dall'album: (Turn It Over) (1970)
3. Where – 12:00 (A. Hall, Tony Williams) – Tratto dall'album: Emergency! (1969)
4. Big Nick – 2:43 (John Coltrane) – Tratto dall'album: (Turn It Over) (1970)

Lato B
1. Sangria for 3 – 13:08 (Tony Williams) – Tratto dall'album: Emergency! (1969)
2. Beyond Games – 8:20 (Tony Williams) – Tratto dall'album: Emergency! (1969)

Lato C
1. Via the Spectrum Road – 7:50 (A. Hall, Tony Williams) – Tratto dall'album: Emergency! (1969)
2. Spectrum – 9:52 (A. Hall) – Tratto dall'album: Emergency! (1969)
3. Vuelta Abajo – 4:57 (Tony Williams) – Tratto dall'album: (Turn It Over) (1970)

Lato D
1. Vashkar – 4:58 (Carla Bley) – Tratto dall'album: Emergency! (1969)
2. To Whom It May Concern - Them – 4:18 (Chick Corea) – Tratto dall'album: (Turn It Over) (1970)
3. To Whom It May Concern - Us – 2:58 (Chick Corea) – Tratto dall'album: (Turn It Over) (1970)
4. Something Spiritual – 5:38 (Dave Herman) – Tratto dall'album: Emergency! (1969)

## Musicisti
Emergency / Where / Sangria for 3 / Beyond Games / Via the Spectrum Road / Spectrum / Vashkar / Something Spiritual
- Tony Williams - batteria
- John McLaughlin - chitarra
- Larry Young - organo
- Monte Kay e Jack Lewis - produttori
- Registrazioni effettuate il 26 e 28 maggio 1969 al Olmsted Sound Studios di New York City, New York (Stati Uniti)

A Famous Blues / Big Nick / Vuelta Abajo / To Whom It May Concern - Them / To Whom It May Concern - Us
- Tony Williams - batteria, voce
- John McLaughlin - chitarra, voce
- Larry Young (Khalid Yassin) - organo
- Jack Bruce - basso, voce
- Monte Kay e Jack Lewis - produttori e direzione produzione
- Registrazioni effettuate nel 1970 al Olmsted Sound Studios di New York City, New York (Stati Uniti)

Note aggiuntive
- James Isaacs - produttore compilation, note interne copertina album originale
- Barry Feldman - produttore esecutivo (per la Polygram Classics)
- Hughes-group, New York - design copertina album originale, art direction copertina album originale
- Tom Christopher - illustrazione copertina album originale
- Brani: Emergency, Where, Sangria for 3, Beyond Games, Via the Spectrum Road, Spectrum, Vashkar e Something Spiritual, registrati il 26 e 28 maggio 1969 al Olmsted Sound Studios di New York
- Brani: A Famous Blues, Big Nick, To Whom It May Concern - Them e To Whom It May Concern - Us, registrati nel febbraio del 1970 al Olmsted Sound Studios di New York
- Brano: Vuelta Abajo, registrato il 14 luglio 1970 al Olmsted Sound Studios di New York[3]